# Kostel Narození Panny Marie (Hrušovany)
Kostel Narození Panny Marie v Hrušovanech je římskokatolický farní kostel při jižní straně návsi Hrušovan, části obce Polepy na Litoměřicku. Barokní sakrální stavba v podobě z roku 1735 je spolu s bývalým hřbitovem, zvonicí a farou součástí ohrazeného areálu. Od roku 1964 je kostel chráněn jako kulturní památka.

## Historie

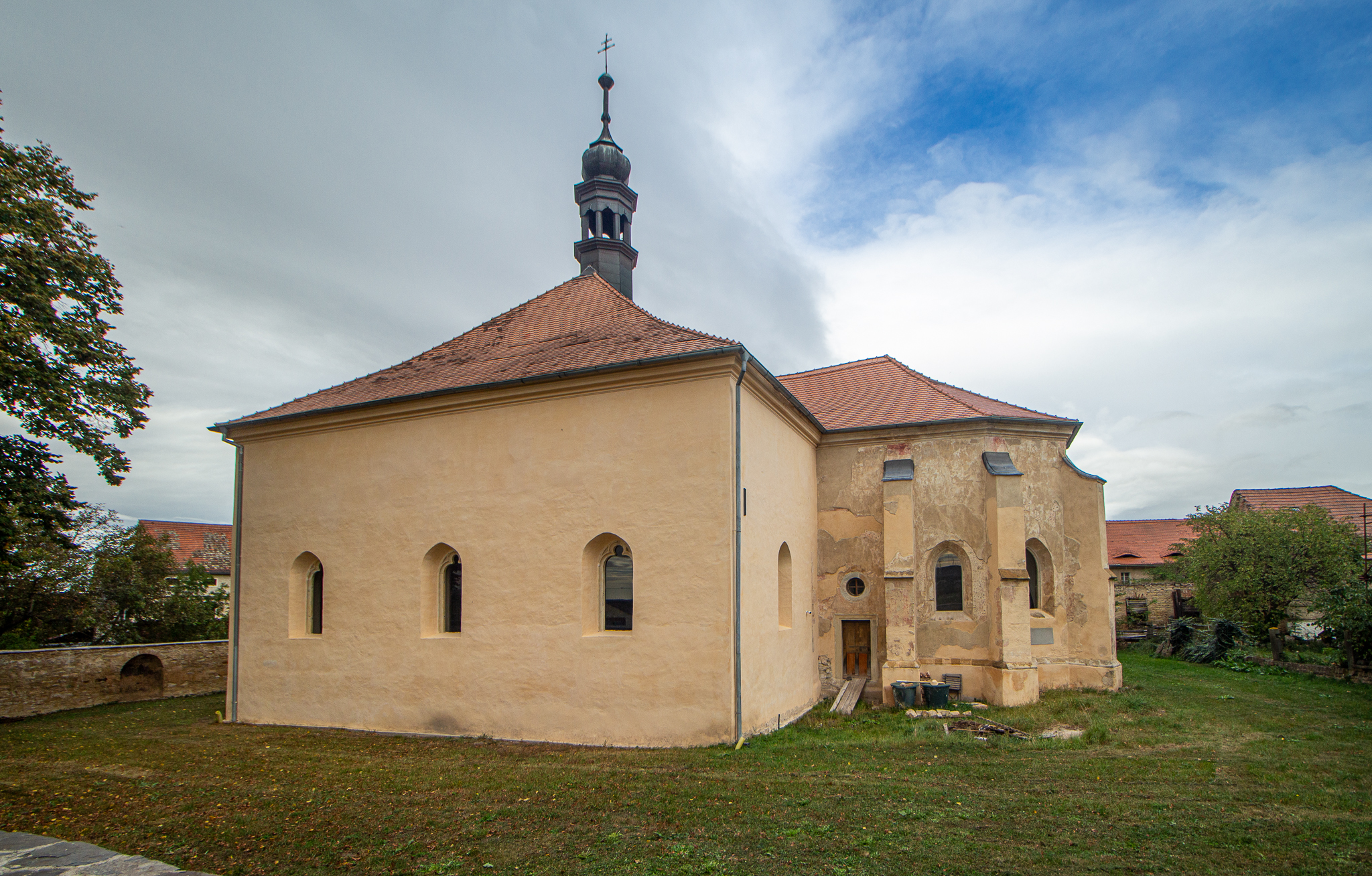
Jihovýchodní pohled na kostel s gotickým kněžištěm

Jádro kostela pochází ze 14. století. Kostel byl rozšířen a renesančně upraven ve druhé polovině 16. století. V roce 1589 zemřel místokancléř Českého království Osvald Zejdlic ze Šenfeldu a o několik týdnů později ho následovala i jeho manželka Lukrecie z Wittennu. Oba manželé byli pohřbeni v tomto kostele. Kostel byl barokně upraven kolem roku 1735. V té době severní průčelí převzalo vzhledem k poloze vůči návsi funkci hlavního vstupního. Po roce 1945 kostel ponechán bez údržby svému osudu, kolem roku 2000 opravena střecha, chátrání budovy se však zastavit nedaří a přes dílčí opravy je stavbě stále silně chátrající. Kostel je v soukromém vlastnictví. Ve druhém desetiletí 21. století majitel s podporou státních dotací a pod odborným dohledem památkářů památku postupně opravuje. V roce 2017 bylo konsolidováno staticky narušené zdivo presbyteria a opraveny jeho exteriérové omítky.

## Architektura
Jedná se o trojlodní renesanční stavbu, orientovanou k východu, s polygonálním gotickým presbytářem a předsíní na západní straně. Zdobné barokní průčelí na severním boku směrem k návsi je opatřeno rizalitem, pilastry a štítem. Na průčelí je páskový štukový ornament a výklenek se sochou Panny Marie z roku 1735. Presbytář je s opěrnými pilíři a hrotitými okny bez kružeb.
V presbytáři je křížová klenba ze 14. století z kamenných klínových žeber s výžlabkem a ostruhovými konzolami a tepaná gotická mřížka sanktuáře. V přilehlé sakristii je rovněž gotická křížová klenba. V hlavní lodi jsou nízké hranolové pilíře a na klenbě renesanční hvězdicová síť ze štukových profilových žeber z 2. poloviny 16. století. V obou bočních lodích jsou křížové klenby s hřebínky. V severní lodi je empora.

## Zařízení

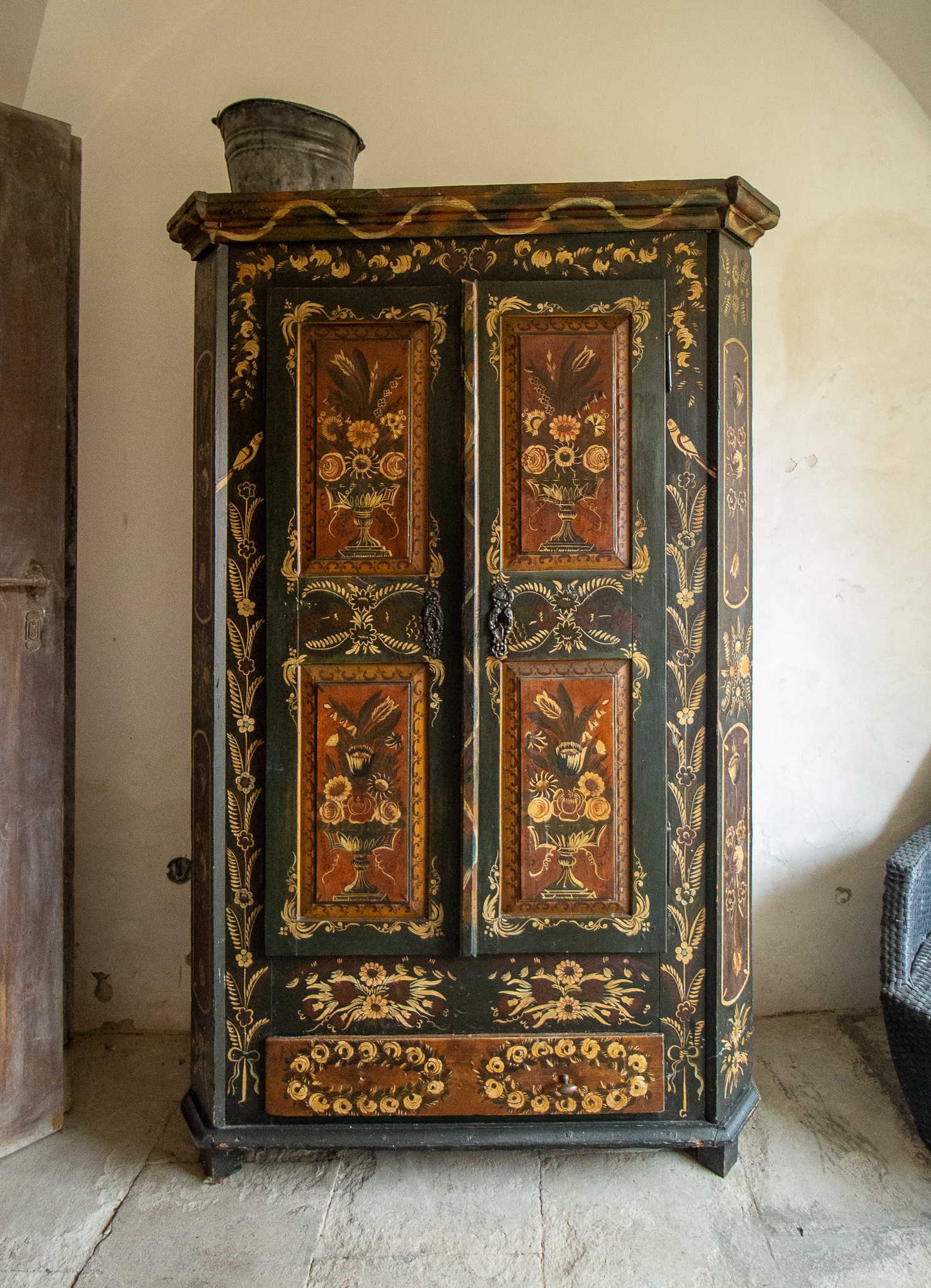
Historická skříň ve vstupní části kostela

Údaje z roku 1977 týkající se mobiliáře uvádějí, že hlavní oltář je nový. Nad ním se nachází bohatě řezaný a zlacený barokní rám s akantem a stuhou z počátku 18. století. V něm je titulní obraz z 19. století. Po stranách jsou sochy sv. Víta a sv. Václava, a hlavičky andílků. V kostele je barokní oltář s plastickou skupinou Kalvárie, dále nový oltář Narození Páně, ale s pozdně gotickou reliéfní dřevořezbou Svaté rodiny z období kolem roku 1500. Renovován byl roku 1616. Křtitelnice je malá, cínová. Jsou na ní reliéfní hlavy. Na chybějícím víku křtitelnice byl údajně letopočet 1522. Kazatelna je polygonální z konce 18. století. Obraz biblického výjevu Uzdravení slepého od narození pochází od F. Günthera z Litoměřic, který jej namaloval v roce 1833. Několik dalších obrazů v kostele jsou umělecky nevýznamné, pocházející z Prachové. Epitaf Oswalda ze Šenfeldu a jeho ženy, který se nachází v jižní boční lodi, je renesanční z roku 1589. Jedná se o dílo v pískovci s vysokým reliéfem klečícího manželského páru ve sloupové edikule. V nástavci je reliéf Krista na Olivetské hoře. Po stranách jsou sochy Mojžíše a Jana Křtitele. Jedná se o saskou práci, patrně z Pirny. Vedle jsou dva menší kamenné náhrobníky s figurálními reliéfy s letopočtem 1607 a 1596. Další dva renesanční náhrobníky jsou jeden nápisový a druhý figurální. Jsou umístěny za bočním oltářem a jsou nepřístupné. Ve druhé dekádě 21. století se mobiliář nachází snad v depozitářích.

## Zvonice

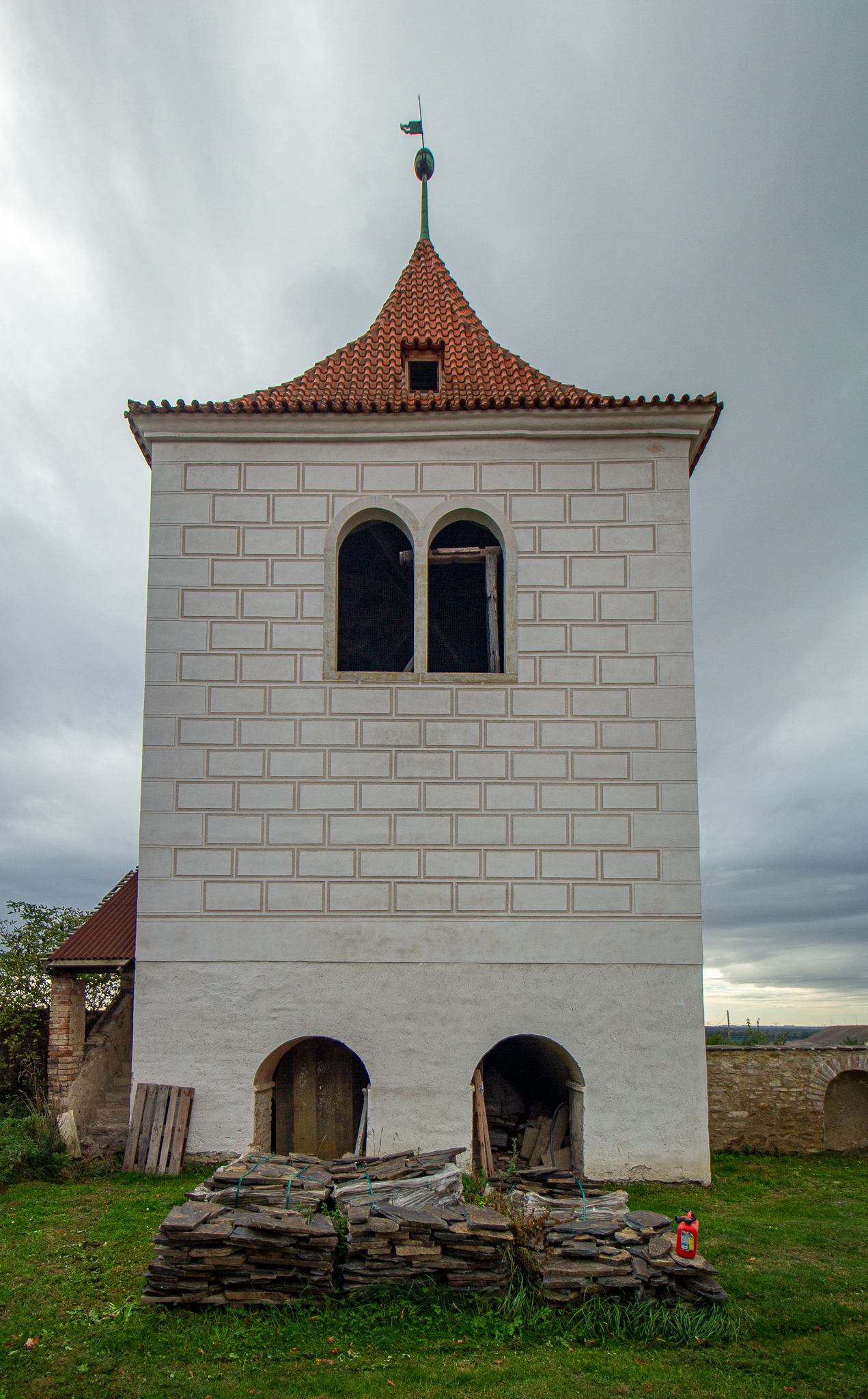
Hranolová zvonice u kostela Narození Panny Marie v Hrušovanech

Na přilehlém hřbitově je čtyřboká, renesanční, nepříliš vysoká zvonice se sgrafitovým kvádrováním. Zvonice má půlkruhově sklenutá okna, která jsou zčásti zdvojená. Ve zvonici dole je kostnice, nahoře renesanční zvon s figurami i ornamenty. Je signován „Brykcy Zwonarz z Czymperku Leta 1573“. Hřbitovní zeď má výklenky. V jednom z nich se nachází náhrobník s nápisem a letopočtem 1624.

## Okolí kostela
Nedaleko stojí na vysokém podstavci socha sv. Jana Nepomuckého z 1. poloviny 19. století. U cesty ke hřbitovu je litinový pseudogotický křížek s letopočtem 1864.